# Barrio el Progreso
Barrio el Progreso är en ort i Mexiko.   Den ligger i kommunen Aquismón och delstaten San Luis Potosí, i den centrala delen av landet, 240 km norr om huvudstaden Mexico City. Barrio el Progreso ligger 674 meter över havet och antalet invånare är 182.
Terrängen runt Barrio el Progreso är bergig. Runt Barrio el Progreso är det ganska tätbefolkat, med 134 invånare per kvadratkilometer. Närmaste större samhälle är Tampate, 6,3 km öster om Barrio el Progreso. I omgivningarna runt Barrio el Progreso växer i huvudsak städsegrön lövskog.